# Plectorrhiza brevilabris
Plectorrhiza brevilabris är en orkidéart som först beskrevs av Ferdinand von Mueller, och fick sitt nu gällande namn av Alick William Dockrill. Plectorrhiza brevilabris ingår i släktet Plectorrhiza och familjen orkidéer.
Artens utbredningsområde är Queensland. Inga underarter finns listade i Catalogue of Life.